# Cestrum rigidum
Cestrum rigidum är en potatisväxtart som beskrevs av Henry Hurd Rusby. Cestrum rigidum ingår i släktet Cestrum och familjen potatisväxter. Inga underarter finns listade i Catalogue of Life.